# 7328 Казанова
7328 Казанова (7328 Casanova) — астероїд головного поясу, відкритий 20 вересня 1984 року.
Тіссеранів параметр щодо Юпітера — 3,368.